# Ноел Гуглијеми
Ноел Алберт Гуглијеми (енгл. Noel Albert Gugliemi; Хантингтон Бич, рођен 15. октобра 1970) је амерички глумац.